# Бекетовка (Вешкаймский район)
Бекетовка — село в Вешкаймском районе Ульяновской области России. Административный центр Бекетовского сельского поселения.

## География
Село находится в северо-западной части Ульяновской области, в лесостепной зоне, в пределах Приволжской возвышенности, на берегах реки Карсунки, вблизи места впадения в неё реки Соколки, на расстоянии примерно 15 километров к западу-северо-западу от Вешкаймы, административного центра района. Абсолютная высота — 140 метров над уровнем моря.
Климат
Климат характеризуется как умеренно континентальный, с тёплым летом и умеренно холодной зимой. Средняя температура воздуха самого тёплого месяца (июля) — 20,4 °C (абсолютный максимум — 38 °C); самого холодного (января) — −14 °C (абсолютный минимум — −48 °C). Среднегодовое количество атмосферных осадков составляет 395—521 мм. Снежный покров образуется в конце ноября и держится в течение 128 дней.
Часовой пояс
Село Бекетовка, как и вся Ульяновская область, находится в часовой зоне МСК+1. Смещение применяемого времени относительно UTC составляет +4:00.

## История
Название села фамильное. Первоначально на месте села находилось не заселённое поместье Б. П. Бекетова в 35 десятин. В 1677 году оно было «отказано» (передано) братьям Н. И. и Т. И. Бекетовым, которые переселили крестьян Б. П. Бекетова из Арзамасского уезда, так возникло сельцо Бекетовка. В 1693 году Т. И. Бекетову дополнительно было пожаловано 175 десятин «примерной» земли.
В 1697 году на средства братьев была построена церковь во имя чудотворца Николая.
В 1780 году, при создании Симбирского наместничества, на речке Карсунке, помещиковых крестьян, было три близлежащих населённых пункта: д. Сычевка, д. Сычевка Бекетовка тож и с. Николаевское Бекетовка тож, вошло в состав Карсунского уезда.
В 1816 году в селе Большая Бекетовка (в версте от него возникла деревня Малая Бекетовка, объединены в середине 20-го века) был построен новый каменный храм, помещиком Иваном Леонтьевичем Бекетовым; в 1874—1876 г.г. к нему пристроены трапезная часть и колокольня землевладельцами Бекетовым и Морозовой и др. прихожанами. Престолов в нём три: главный (холодный) — во имя Святителя и Чудотворца Николая и в приделах (тёплый): в северном — во имя Живоначальные Троицы и в южном — во имя св. Апостола и Евангелиста Иоанна Богослова. Есть каменная часовня, построена помещиком Дмитрием Ивановичем Бекетовым.
В 1899 была открыта второклассная церковно-приходская школа с образцовым начальным училищем при ней.
К 1924 году был восстановлен винокуренный завод и заработала механическая мельница.
В 1930 году сельчане вошли в колхоз «Гигант», с центром в селе Ермоловка, спустя два года были созданы колхозы имени Ульянова и «2-я пятилетка».
В Великой Отечественной войне участвовали более 350 бекетовцев, 230 из них погибли или пропали без вести. Двум землякам присвоено высокое звание Героя Советского Союза.
В 1950 году колхозы им. Ульянова, «2-я Пятилетка» и «Соколка» объединились в колхоз имени А. А. Жданова (в 1989 году переименован в колхоз «Родина»), в 1981 году, это одно из лучших хозяйств области, было награждено орденом Трудового Красного Знамени.
В 1959 году Бекетовский спиртзавод был переоборудован в Бекетовский мясокомбинат, который был закрыт в 2003 году.
На 1996 год Бекетовка — центр колхоза «Родина», работали клуб и библиотека с читальным залом, детский комбинат и школа, мясокомбинат, строились многоэтажные дома.

## Население
| 2010 |
| ---- |
| 1225 |

Национальный состав
Согласно результатам переписи 2002 года, в национальной структуре населения русские составляли 91 % из 1340 чел.

## Достопримечательности
В с. Бекетовка сооружен пантеон, где на мраморных плитах высечены имена и фамилии всех павших односельчан. Здесь же установлены бюсты Героев Советского Союза Бориса Степановича Борисова и Бориса Кузьмича Кошечкина.

## Люди, связанные с селом
- Тимонин, Пётр Иванович — передовик производства, бригадир тракторной бригады колхоза имени А. А. Жданова. Герой Социалистического Труда (1971).
- Павлов, Борис Тимофеевич - Герой Социалистического Труда.